# Potopul

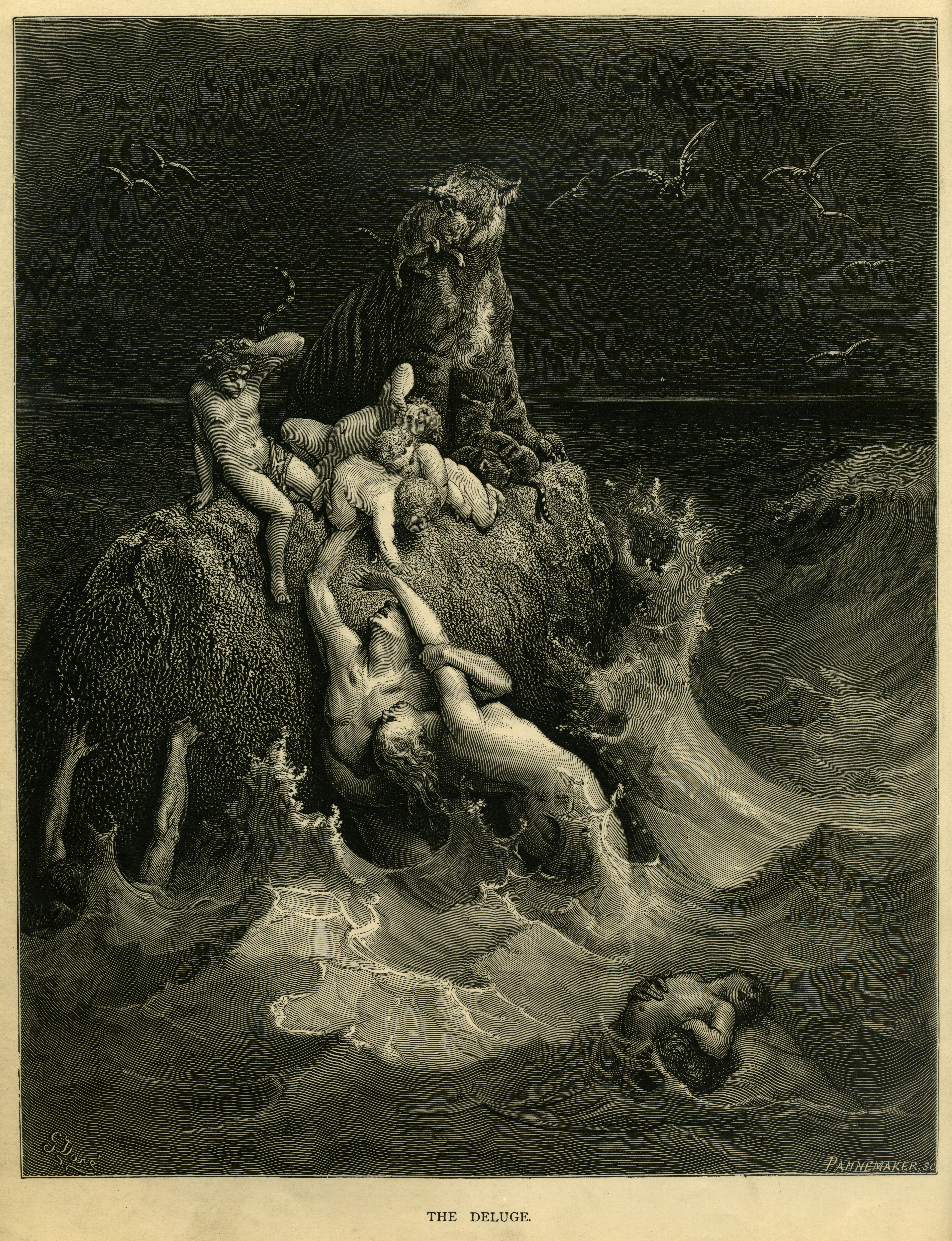
Le déluge (Potopul)
gravură de Gustave Doré

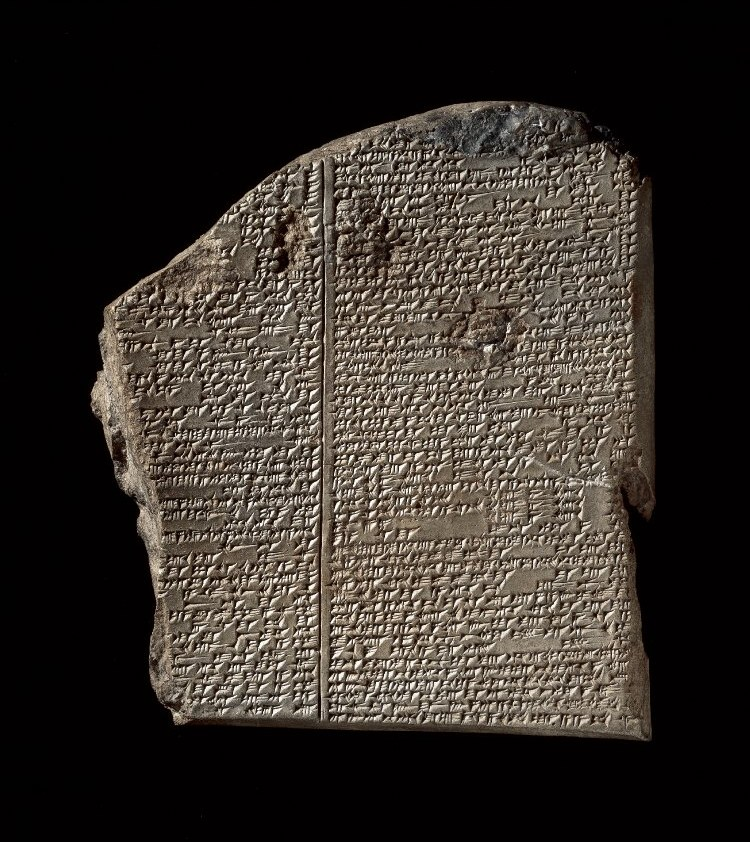
Tabla sumeriană - Epopeea lui Ghilgameș

Potopul este un element comun în mitologiile culturilor din Orientul Apropiat și Mijlociu; ca un act de pedeapsă divină, este o temă care se regăsește în miturile multor popoare.
Analiza științifică a respins aspecte cheie ale „geologiei potopului”. Geologia potopului contrazice consensul științific din geologie, stratigrafie, geofizică, fizică, paleontologie, biologie, antropologie și arheologie.

## Instanțe în scrierile antice
- Creștinism, un potop trimis de Dumnezeu pentru a distruge civilizația, în Biblie
- Potopul apare la sumerieni, în Epopeea lui Ghilgameș
- În Egipt, când lumea era inundată de Nun, zeul Nilului
- În mitologia greacă Deucalion, atunci când Zeus și Poseidon trimiseră potopul asupra lumii

## Teorii

### Secolele XVIII și XIX
Publicarea Theory of the Earth a lui James Hutton în 1788 a fost o dezvoltare importantă în revoluția științifică care a detronat Geneza ca autoritate supremă asupra pământului primitiv și preistoriei. Prima victimă a fost însăși povestea Creației, iar la începutul secolului al XIX-lea „niciun om de știință responsabil nu a luptat pentru credibilitatea literală a relatării mozaice despre creație”. Bătălia dintre uniformitarism și catastrofism a menținut în viață Potopul în disciplina emergentă, până când Adam Sedgwick, președintele Societății Geologice, și-a retractat public anterior sprijinul în discursul său prezidențial din 1831:
Într-adevăr, ar fi trebuit să ne oprim înainte să adoptăm teoria diluviană și să ne referim la acțiunea Potopului mozaic pe tot vechiul nostru pietriș superficial. Căci despre om și despre lucrările mâinilor sale, nu am găsit încă o singură urmă printre rămășițele lumii de odinioară îngropate în acele depozite.

### După secolul XIX
Un potop global cum este descris în Cartea Genezei nu este conform cu datele fizice ale geologiei și paleontologiei.
În 1961 a fost publicată prima carte modernă creaționistă: Henry M. Morris și John C. Whitcomb Jr. Genesis Flood (Potopul din Geneză). Morris și Whitcomb au spus că durata creației a fost de șase zile, că oamenii au trăit în aceleași timpuri cu dinozaurii și că Dumnezeu a creat fiecare 'tip' de formă de viață individual. Promovarea acestor idei l-a făcut pe Morris un orator cunoscut, care vorbea despre anti-evoluționism la biserici fundamentaliste, colegii și conferințe. 
Institutul pentru Cercetarea Științifică Creaționistă a publicat cărți de biologie care promovau creaționismul, precum și alte cărți ca Întoarcerea Fiilor lui Dumnezeu care țineau de UFOlogie , demonologie și geologia potopului.
În cele din urmă ICSC s-a dezbinat din cauza părerilor împărțite între două moduri diferite de a privi lucrurile, unul axat pe intelectual iar celălalt pe senzațional, așa că Morris a înființat Institutul pentru Cercetare Creaționistă. 
David R. Montgomery, profesor universitar de științele Pământului și ale spațiului cosmic la Universitatea Statului Washington, afirma că Morris și Whitcomb au criticat în mod just și inteligent lipsa de răspunsuri a geologiei anilor 1950, dar nu au apucat la publicarea cărții acceptarea pe larg a tectonicii plăcilor care a oferit ulterior aceste răspunsuri. Conform lui Montgomery, Muzeul Creației din Petersburg, statul Kentucky, refuză rațiunea drept inamicul credinței religioase, acuzând oamenii de știință de o conspirație multi-seculară de a „pune la îndoială, distruge, discredita, otrăvi și înlocui” Cuvântul lui Dumnezeu. Montgomery afirma că la modul extrem de nemilos la care își critică între ei rezultatele oamenii de știință, ar fi extrem de improbabil să existe o conspirație mondială anticreștină a oamenilor de știință, care să dureze timp de multe generații. El afirma de asemenea că Potopul lui Noe (un potop global, planetar) a fost decredibilizat științific de vreo două sute de ani, lucru cu care teologii mainstream se împăcaseră de mult, mulți din luminătorii geologiei moderne fiind de fapt teologi, care aveau atât timpul necesar cât și interesul de a cerceta Creația lui Dumnezeu pentru a învăța despre Creator. El afirmă că abandonarea ideii de potop global de către geologi se petrecuse deja (se încheiase) înaintea publicării Originii speciilor a lui Darwin, de fapt înainte ca acesta să pună piciorul pe nava Beagle.

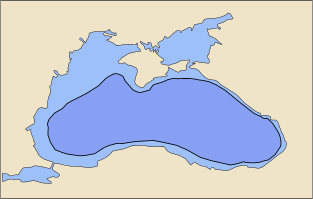
Marea Neagră astăzi (albastru deschis) și în 5600 I.Hr. (albastru închis) conform ipotezei lui Ryan și Pitman

O ipoteză care încearcă să explice prezența mitului la mai multe civilizații antice este cea a unei mari inundații în regiunea Mării Negre care a avut loc în urmă cu aproximativ 7500 de ani în urmă. În urma glaciațiunii, care a determinat acumularea de apă în calotele glaciare polare, a avut loc o scădere globală a nivelului oceanelor și mărilor, regiunea în care se află acum Marea Neagră secând sau rămânând un lac cu apă dulce. La sfârșitul epocii glaciare, prin topirea calotelor polare, nivelul mării a crescut. O mișcare seismică ar fi determinat scufundarea regiunii actuale a strâmtorilor Bosfor și Dardanele permițând inundarea unei mari regiuni de câmpie situată spre nord, regiune care a devenit actuala Marea Neagră.